# Espluga Viella
L'Espluga Viella és una cova del terme de Conca de Dalt, al Pallars Jussà, dins de l'antic terme de Toralla i Serradell, en l'àmbit del poble de Toralla.
Està situada al costat nord-oest de la Collada Viella, al sud-oest del Turó de la Costa del Clot, a la mateixa carena de la Serra de Sant Salvador, davant i a migdia del poble de Serradell, que queda a l'altre costat de la vall del riu de Serradell. És a ponent de Toralla.